# Тёмная альциона
Тёмная альциона (лат. Todiramphus nigrocyaneus) — вид птиц семейства зимородковых. Выделяют три подвида. Распространены на Новой Гвинее и близлежащих островах.

## Описание
Тёмная альциона достигает длины 23 см и массы от 51 до 57 г. Выражен половой диморфизм. У взрослых самцов лоб и верхняя часть головы сине-фиолетовые. Ниже проходит широкая бровь яркого синего цвета, которая тянется до затылка. Уздечки, кроющие ушей, скуловая область щёк, боковые и задняя части шеи, а также боковые стороны груди чёрные. Мантия, лопатки и третьестепенные маховые перья также чёрные, последние с сине-фиолетовым окаймлением. Спина яркого бледно-голубого цвета, который переходит в тёмно-синий на надхвостье и в сине-фиолетовый на хвосте. Крылья сине-фиолетовые с черноватыми перьями. Нижняя сторона хвоста чёрная, испод крыльев серовато-чёрный, за исключением самых внешних кроющих, окаймленных белым. Подбородок и горло белые. Через грудь проходит широкая, чётко очерченная голубоватая полоса. Нижняя часть груди белая, брюхо голубоватое. Бока, бедра, гузка и подхвостье чёрные, последние окаймлены белым. Клюв и окологлазное кольцо чёрные, радужная оболочка тёмно-коричневая, ноги серовато-чёрные. Самку можно отличить от самца по белому брюху, соединенному с белой нижней частью груди.
Позывка представляет собой короткую серию носовых «weeh-wiwiwi» с начальной более длинной, восходящей нотой, затем более короткими ниспадающими нотами.

## Места обитания и экология
Тёмная альциона обитает во влажных равнинных тропических лесах, а также в пойменных лесах с деревьями рода Melaleuca, иногда в эвкалиптовых лесах, густых зарослях над ручьями и в прибрежных садах в деревнях. Встречается на высоте от уровня моря до 600 м над уровнем моря. Предпочитает места вблизи рек, ручьёв, болот и прудов. Ведёт оседлый образ жизни. Мало что известно о рационе этого вида; наблюдалось потребление крабов, рыб и ящериц. Поджидает добычу, сидя на ветвях как высоко в кронах деревьев, так и низко над водой. Биология размножения не описана.

## Подвиды и распространение
Выделяют три подвида:
- Todiramphus nigrocyaneus nigrocyaneus (Wallace, 1862) — острова Салавати и Батанта, полуостров Чендравасих, юго-запад и юг Новой Гвинеи
- Todiramphus nigrocyaneus quadricolor (Oustalet, 1880) — остров Япен
- Todiramphus nigrocyaneus stictolaemus (Salvadori, 1876) — юг центральной части и юго-восток Новой Гвинеи